# Фесин, Иван Иванович
Ива́н Ива́нович Фе́син (12 (24) июня 1904 года, хутор Муравлёв, ныне Каменский район Ростовской области — 24 декабря 1991, Москва) — советский военачальник, дважды Герой Советского Союза (01.3.1943, 01.11.1943), генерал-майор (17.11.1943), кандидат военных наук (24.9.1953).

## Биография
Иван Иванович Фесин родился в 1904 году в хуторе Муравлёве в семье бедного казака. В 1915 году окончил церковноприходскую школу, в 1917 году — 2 класса высшего начального училища в станице Усть-Белокалитвенская (ныне город Белая Калитва Ростовской области). В 1918 году полностью осиротел после смерти матери (отец погиб на Первой мировой войне ещё в 1914 году).
В 1917-1920 годах батрачил на хуторе Дядин (ныне Белокалитвинского района Ростовской области), в 1921-1923 годах — на хуторе Верхний Митякин (ныне Тарасовского района Ростовской области). В 1923-1926 — чернорабочий на шахте Краснодонского рудника (ныне Луганская область, Украина).

### Военная служба
8 декабря 1926 года он был призван в Красную Армию Тарасовским райвоенкоматом Ростовской области и зачислен красноармейцем в 66-й стрелковый полк 22-й Краснодарской стрелковой дивизии Северо-Кавказского военного округа. В сентябре 1927 года прошёл курс обучения в полковой школе и был командирован во Владикавказскую пехотную школу РККА, по её окончании 15 мая 1930 года назначен командиром взвода в конно-пулеметный дивизион 5-го Северо-Кавказского полка войск ОГПУ в город Ростов-на-Дону. Член ВКП(б).
С октября 1932 года проходил службу командиром конно-пулёметного дивизиона и начальником школы младшего начсостава в 17-м кавалерийском полку войск ОГПУ в городе Пятигорск, переформированном затем в 81-й кавалерийский полк войск ОГПУ. Приказом по 81-му кавалерийскому полку № 37 от 31 января 1933 года за успехи в боевой подготовке он был награждён пистолетом системы Коровина.
В сентябре 1934 года переведён в 167-й полк войск НКВД в город Грозный на должность начальника школы младшего начсостава. С сентября 1937 года командовал батальоном в 5-м Донском мотострелковом полку войск НКВД в городе Ростов-на-Дону. В ноябре 1938 года капитан Фесин был назначен командиром батальона 1-го мотострелкового полка войск НКВД (позднее дислоцировался в город Белосток).
В августе 1940 года получил назначение в Орджоникидзевское военное училище НКВД имени С. М. Кирова, где проходил службу преподавателем тактики и топографии, командиром батальона курсантов. В мае 1941 года одновременно окончил заочный факультет Военной академии РККА имени М. В. Фрунзе.

### Великая Отечественная война
В июле 1941 года майор Фесин был направлен в действующую армию и назначен начальником 2-го отделения штаба 259-й стрелковой дивизии Московского военного округа, находившейся на формировании в городе Серпухов. По сформировании 15 июля 1941 года она выступила в район Бородино и вошла в состав 33-й армии. 25 июля дивизия была переброшена на Северо-Западный фронт в 34-ю армию и вела наступательные бои по уничтожению группировки противника в районе Демянска и Старой Руссы, недопущению его продвижения на Валдай и выхода на Октябрьскую железную дорогу. Пройдя с боями около 150 километров, её части форсировали реку Ловать и вышли в Лычковский район Ленинградской области. В районе населённых пунктов Григорово, Иваново около 200 самолётов противника Ю-88 нанесли бомбовый удар по частям дивизии, расстроили её боевые порядки, после чего дивизия вынуждена была перейти к обороне на реке Ловать. С 15 по 20 августа 1941 года командовал 939-м стрелковым полком этой же дивизии. Провёл с ним удачный наступательный бой в районе деревни Григорово (близ Старой Руссы) на рубеже реки Пола. В том же бою 20 августа он был тяжело ранен и эвакуирован в тыл.
С 25 августа по 24 ноября 1941 года находился на лечении в госпитале в городе Горький, затем направлен на учёбу в Академию Генштаба Красной армии имени К. Е. Ворошилова в городе Уфа (ускоренный курс). По окончании в мае 1942 года подполковник Фесин был назначен командиром 13-й мотострелковой бригады 3-й танковой армии резерва Ставки ВГК. В августе бригада под его командованием в составе 12-го танкового корпуса этой армии участвовала в боях на Западном фронте, в контрударе по 2-й немецкой танковой армии южнее города Козельск. С 19 сентября и до конца 1942 года она в составе тех же корпуса и армии находилась в резерве Ставки ВГК в районе города Плавск. Затем бригада была передана Воронежскому фронту и участвовала в Острогожско-Россошанской наступательной операции, проводимой с целью окружения россошанской группировки противника (наносила удар из района Кантемировки на Валуйки). В этих боях полковник И. И. Фесин умело руководил бригадой, проявляя мужество и героизм. 17 января 1943 года в бою в районе Карпенково он был ранен в ногу, но остался в строю. В феврале в наступательных боях на подступах к Харькову он вновь был ранен и эвакуирован в тыл (ранение левого плеча, сквозное пулевое ранение левого бедра и ранение в руку). До апреля находился на лечении в госпиталях Чугуева и Тамбова, затем состоял в распоряжении ГУК НКО.
Отдельным Указом Президиума Верховного Совета СССР «О присвоении звания Героя Советского Союза полковнику Фесину Ивану Ивановичу» от 1 марта 1943 года за «образцовое выполнение боевых заданий командования на фронте борьбы с немецкими захватчиками и проявленными при этом отвагу и геройство» удостоен звания Героя Советского Союза с вручением ордена Ленина и медали «Золотая Звезда».
В конце мая 1943 года полковник Фесин был назначен командиром 236-й стрелковой дивизии. Её части в составе 46-й армии Юго-Западного, с 11 сентября 1943 года — Степного (с 20 октября — 2-го Украинского) фронтов принимали участие в Донбасской наступательной операции и битве за Днепр (наступали из района города Змиёв в направлении севернее Днепродзержинска). В ночь с 25 на 26 сентября они первыми вышли к Днепру в районе Сошиновка Верхнеднепровского района Днепропетровской области, форсировали реку на подручных средствах, захватили плацдарм на противоположном берегу и в течение трёх суток удерживали его, отражая многочисленные атаки противника. Приказом ВГК от 25 октября 1943 года дивизия за эти бои получила наименования «Днепропетровская», а полковник Фесин был упомянут в благодарственном приказе Верховного Главнокомандующего, а Указом Президиума Верховного Совета СССР от 1 ноября 1943 года награждён второй медалью «Золотая Звезда» Героя Советского Союза.
В последующем дивизия под его командованием в составе той же 46-й армии 3-го Украинского фронта успешно действовала в Днепропетровской и Никопольско-Криворожской наступательных операциях, в освобождении городов Никополь, Апостолово, Кривой Рог. С марта 1944 года её части принимали участие в Березнеговато-Снигирёвской и Одесской наступательных операциях. С 13 июня по 21 августа 1944 года генерал-майор Фесин находился на лечении в госпитале по болезни в городе Красноводск. С 21 августа 1944 года — начальник Московского Краснознаменного пехотного училища имени Верховного Совета РСФСР.
24 июня 1945 года был командиром сводного расчета Московского Краснознаменного пехотного училища имени Верховного Совета РСФСР на историческом параде Победы.

### Послевоенный период
После войны продолжал руководить этим училищем. В апреле — августе 1948 года находился на учёбе на Высших академических курсах при Высшей военной академии имени К. Е. Ворошилова, затем был переведен слушателем на основной курс академии. По её окончании в январе 1950 года оставлен в академии в должности старшего преподавателя кафедры высших соединений. В 1953 года  защитил диссертацию на соискание степени кандидата военных наук на тему: «Борьба с крупной группировкой подвижных войск противника, прорвавшейся в оперативную глубину, в ходе фронтовой оборонительной операции» (утверждён Советом академии 24 сентября 1953 года). Имеет ряд научных публикаций. Автор ряда статей «Большой советской энциклопедии» (например: том 41, статья «Тактика маневрирования»). С октября 1965 года генерал-майор Фесин — в запасе.
Жил в Москве. В 1969—1970 годах работал начальником жилищно-эксплуатационной конторы. С 1971 года — начальник отдела организационно-массовой работы Московского областного совета Общества спасения на водах (ОСВОД), в 1972—1979 годах — председатель Московского городского совета ОСВОД.
Умер в 1991 году, похоронен на Троекуровском кладбище Москвы.

## Воинские звания
- капитан (28.03.1936);
- майор (21.01.1941);
- подполковник (11.04.1942);
- полковник (14.02.1943);
- генерал-майор (17.11.1943).

## Награды и звания
- Две медали «Золотая Звезда» Героя Советского Союза (01.03.1943, 01.11.1943);
- два ордена Ленина (01.03.1943, 1951[8]);
- два ордена Красного Знамени (05.11.1946[8]; 30.12.1956[8]);
- Орден Суворова 2-й степени (19.03.1944);
- Орден Отечественной войны 1-й степени (11.03.1985);
- два ордена Красной Звезды (30.01.1943; 3.11.1944[8]);
- медали;
- почётный гражданин города Россошь (1968)[9].

## Память
- В городе Владикавказе его именем названа улица.
- Бронзовый бюст Ивана Ивановича Фесина установлен на родине героя — в хуторе Муравлёве.
- В Белой Калитве имеется мемориальная доска: «В этой школе учились в 1915-1917 гг. дважды Герой Советского Союза генерал-майор Фесин Иван Иванович; в 1930-1932 гг. — Герой Советского Союза полковник Копаев Григорий Иванович; в 1929-1939 гг. — Герой Советского Союза лейтенант Петров Роман Ильич; в 1937-1939 гг. — Герой Советского Союза сержант-разведчик Романов Иван Петрович»[10].
- В Парке Победы Каменска-Шахтинского Герою установлена мемориальная доска.

- Бюст и памятная доска
- Бюст Фесину в 
 хуторе Муравлёв
- Мемориальная доска в Каменске-Шахтинском
- Могила на Троекуровском кладбище Москвы